# Ignacio Mendy
Ignacio Mendy (Buenos Aires, 29 de junho de 2000) é um jogador de rugby sevens argentino.

## Carreira
Filho do ex-jogador Christian Mendy, Ignacio representou a Argentina nos Jogos Olímpicos de Verão da Juventude de 2018 e fez parte da seleção campeã no torneio masculino com a conquista de medalha de ouro. Ele integrou a Seleção Argentina de Rugby Sevens nos Jogos Olímpicos de Verão de 2020 em Tóquio, quando conquistou a medalha de bronze após derrotar a equipe britânica por 17–12.